# Deportivo Casarapa
El Deportivo Casarapa Futbol Club fue un club de fútbol profesional Venezolano, es el primer equipo de fútbol fundado en la ciudad de Guarenas. Fue fundado en 2004 y llegó a participar en la Tercera División de Venezuela.

## Historia
El club fue fundado en 2004 como un equipo juvenil que llegaba hasta la categoría sub-20, sin embargo el 28 de agosto de 2010 el equipo se vuelve profesional al inscribirse para tomar parte de la Tercera División Venezolana 2010/11. En esa campaña el equipo tuvo una destacada participación, aunque no pudo quedar campeón, quedó en el 2° puesto del Grupo Central II por detrás del Leander FC y a 3 puntos de conseguir el ascenso, y aunque obtiene el derecho de participar en la Tercera División Venezolana 2012, decide no hacerlo.

## Estadio
El club disputaba sus juegos de local en el estadio Guido Blanco de Guatire. Entrena en sus propias canchas en la Urbanización Ciudad Casarapa de Guarenas, en la que se realizaron remodelaciones para poder disputarse juegos profesionales en un futuro.

## Datos del club
Fundación(como club profesional): 28 de agosto de 2010
Temporadas en Primera:0
Temporadas en Segunda:0
Temporadas en Segunda División B:0
Temporadas en Tercera: 2 (incluyendo la 2011/12 que iniciará en agosto)

## Categorías menores
Las categorías menores del club entrenan cerca de 200 jóvenes de todas las categorías.